# フーピー
『フーピー』(Whoopee!) は、1928年のミュージカル・コメディ。オウエン・デイヴィスの戯曲『The Nervous Wreck』を基にし、ウィリアム・アンソニー・マグワイアが脚本を執筆した。音楽はウォルター・ドナルドソンが作曲し、ガス・カーンが作詞した。1928年、ブロードウェイで開幕し、エディ・カンターが主演した。ルース・エッティングが歌唱した「Love Me or Leave Me」がヒットした。

## ストーリー
カリフォルニアにて、ボブ・ウエルス保安官と農家の娘サリー・モーガンが結婚する。サリーは、インディアンの血を引くワナニスと愛し合っているが、異人種間の恋愛は困難な時代である。結婚式において、サリーはボブ保安官を置いてヘンリー・ウィリアムズの車で逃げる。ヘンリーは病気不安症で問題を抱えているが、サリーはヘンリーと駆け落ちするというメモを残していったためさらに問題が増える。傷心のボブ、ヘンリーの看護士でボブに恋するメアリー、その他大勢による追跡が始まる。道中、ワナニスの住むインディアン保留地に立ち寄る。映画スターのレスリー・ドウが介入し、感傷的なトーチソング「Love Me, or Leave Me」を歌う。

## 楽曲
| 第1幕 - It's a Beautiful Day Today - Here's to the Girl of My Heart - Red, Red Rose - Gypsy Joe - Makin' Whoopee - Until You Get Somebody Else - Taps - Come West, Little Girl, Come West - The Movietone of the Gypsy Song - Stetson | 第2幕 - The Song of the Setting Sun - Love Is the Mountain - Red Mamma - Love Me or Leave Me - Hallowe'en Whoopee Ball |

## 制作
1928年12月4日、ブロードウェイのニュー・アムステルダム・シアターで開幕し、407回上演後、1929年11月23日に閉幕した。フローレンツ・ジーグフェルド・ジュニアがプロデュースし、シーモア・フェリックスが演出および振付、ウィリアム・アンソニー・マグワイアが脚本を担当した。ヘンリー・ウィリアムズ役をエディ・カンター、レスリー・ドウ役をルース・エッティング、サリー・モーガン役をフランシス・アプトン、ボブ・ウエルズ役をジャック・ラザフォード、ワナニス役をポール・グレゴリー、メアリー役をエセル・シュッタ(ルビー・キーラーから交代)が演じ、バディ・イブセン、ポーレット・ゴダードがコーラスで出演した。シュッタの夫であるジョージ・オルセンおよび彼のバンドは舞台版、映画版双方で演奏した。
1979年2月14日から8月12日、ANTAプレイハウスにて8回のプレビュー公演、204回の本公演がグッドスピード・オペラ・ハウスのプロダクションにより行なわれた。フランク・コルサロが演出、ダン・シレッタが振付を担当し、ヘンリー・ウィリアムズ役をチャールズ・ルポール、サリー・モーガン役をベス・オースティン、メアリー役をキャロル・スウォーブリック、ルシル・ドウ役をスーザン・ストローマンが演じた。1928年の初演では使用されなかった楽曲「My Baby Just Cares For Me」 (1930年映画版より)、「Yes, Sir, That's My Baby」、「You」(ハロルド・アダムソン作詞)が追加された。「Love Me or Leave Me」は本筋と関係のないレスリーではなく、メアリーとヘンリーが歌うこととなった。
1930年、ミュージカル・コメディ映画『ウーピー』が制作された。あらすじは舞台版に近いものであったが、ほとんどの曲が変更になった。

## 評価
1970年、チャールズ・ルポールはドラマ・デスク・アワードミュージカル男優賞に、ダン・シレッタはトニー賞振付賞にノミネートされた。